# رابی هرولد
رابی هرولد (به انگلیسی: Ruby Harrold) ژیمناست زادهٔ ۴ ژوئن ۱۹۹۶ میلادی اهل کشور بریتانیا است.